# Beška (Vojvodina)

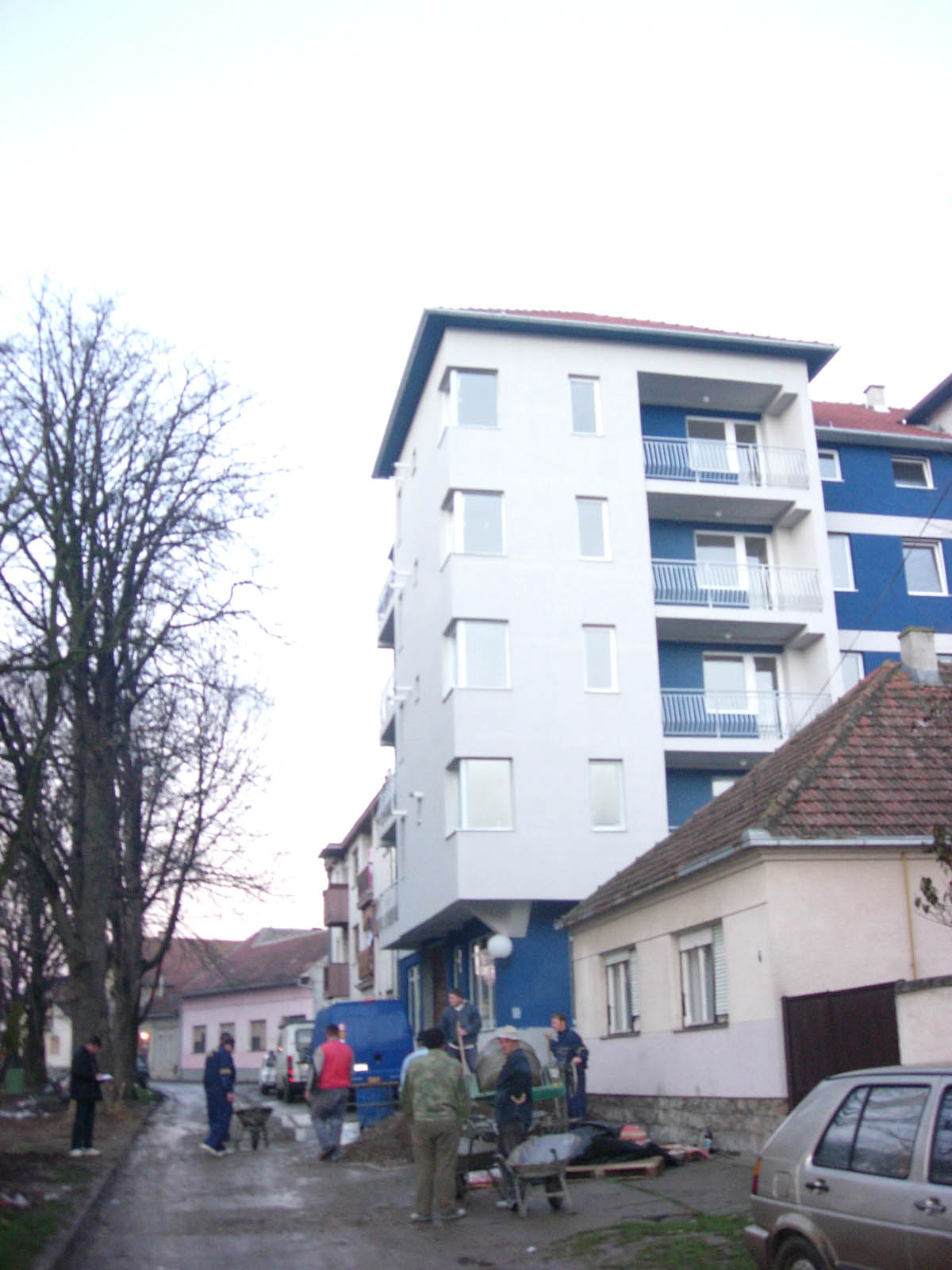
Rohový dům na místě zbořeného evangelického kostela

Beška (v srbské cyrilici Бешка, maďarsky Béska) je vesnice v srbské Vojvodině (region Srem), administrativně součást opštiny Inđija. V roce 2011 ve vesnici žilo 5783 obyvatel (počet obyvatel Bešky průběžně klesá).
V blízkosti vesnice se nachází hlavní dálniční tah ve směru Novi Sad – Bělehrad (28 km od Nového Sadu, 50 km od Bělehradu). Řeku Dunaj překonává dálnice po mostě, který nese název vesnice. V blízkosti břehů se nachází chatová rekreační oblast, která nese název vesnice. Ve vesnici je také nádraží (Železniční trať Bělehrad – Subotica), v souvislosti s rekonstrukcí trati bylo přemístěno.. Místní pravoslavný kostel nese název Vstupu Přesvaté Bohorodice a pochází z roku 1771.
Beška byla poprvé zmíněna v roce 1564. Před vypuknutím druhé světové války zde žilo okolo dvou tisíc Němců, kteří byli v roce 1945 odsunuti. Většina obyvatelstva je nyní srbské národnosti, nicméně v Bešce žije i chorvatská menšina. Určitá část chorvatského obyvatelstva se nicméně na začátku 90. let přestěhovala na západ do Chorvatska.

## Obyvatelstvo
- 1948 - 3648
- 1953 - 3976
- 1961 - 5378
- 1971 - 6351
- 1981 - 6377
- 1991 - 6166
- 2002 - 6239
- 2011 - 5783